# Municipio de Willow (condado de Woodbury)
El municipio de Willow (en inglés: Willow Township) es un municipio ubicado en el condado de Woodbury en el estado estadounidense de Iowa. En el año 2010 tenía una población de 437 habitantes y una densidad poblacional de 4,75 personas por km².

## Geografía
El municipio de Willow se encuentra ubicado en las coordenadas 42°15′19″N 96°4′5″O / 42.25528, -96.06806. Según la Oficina del Censo de los Estados Unidos, el municipio tiene una superficie total de 92.02 km², de la cual 91,94 km² corresponden a tierra firme y (0,09 %) 0,09 km² es agua.

## Demografía
Según el censo de 2010, había 437 personas residiendo en el municipio de Willow. La densidad de población era de 4,75 hab./km². De los 437 habitantes, el municipio de Willow estaba compuesto por el 97,71 % blancos, el 0,92 % eran afroamericanos, el 0,46 % eran asiáticos, el 0,23 % eran de otras razas y el 0,69 % eran de una mezcla de razas. Del total de la población el 0,46 % eran hispanos o latinos de cualquier raza.